# Fony
Fony ist eine ungarische Gemeinde im Kreis Gönc im Komitat Borsod-Abaúj-Zemplén.

## Geografische Lage
Fony liegt in Nordungarn, 49 Kilometer nordöstlich des Komitatssitzes Miskolc und neun Kilometer südlich der Kreisstadt Gönc. Nachbargemeinden im Umkreis von fünf Kilometern sind Korlát, Mogyoróska, Hejce und Vilmány.

## Sehenswürdigkeiten
- Heimatmuseum (Tájház)
- Reformierte Kirche, erbaut 1793 im spätbarocken Stil

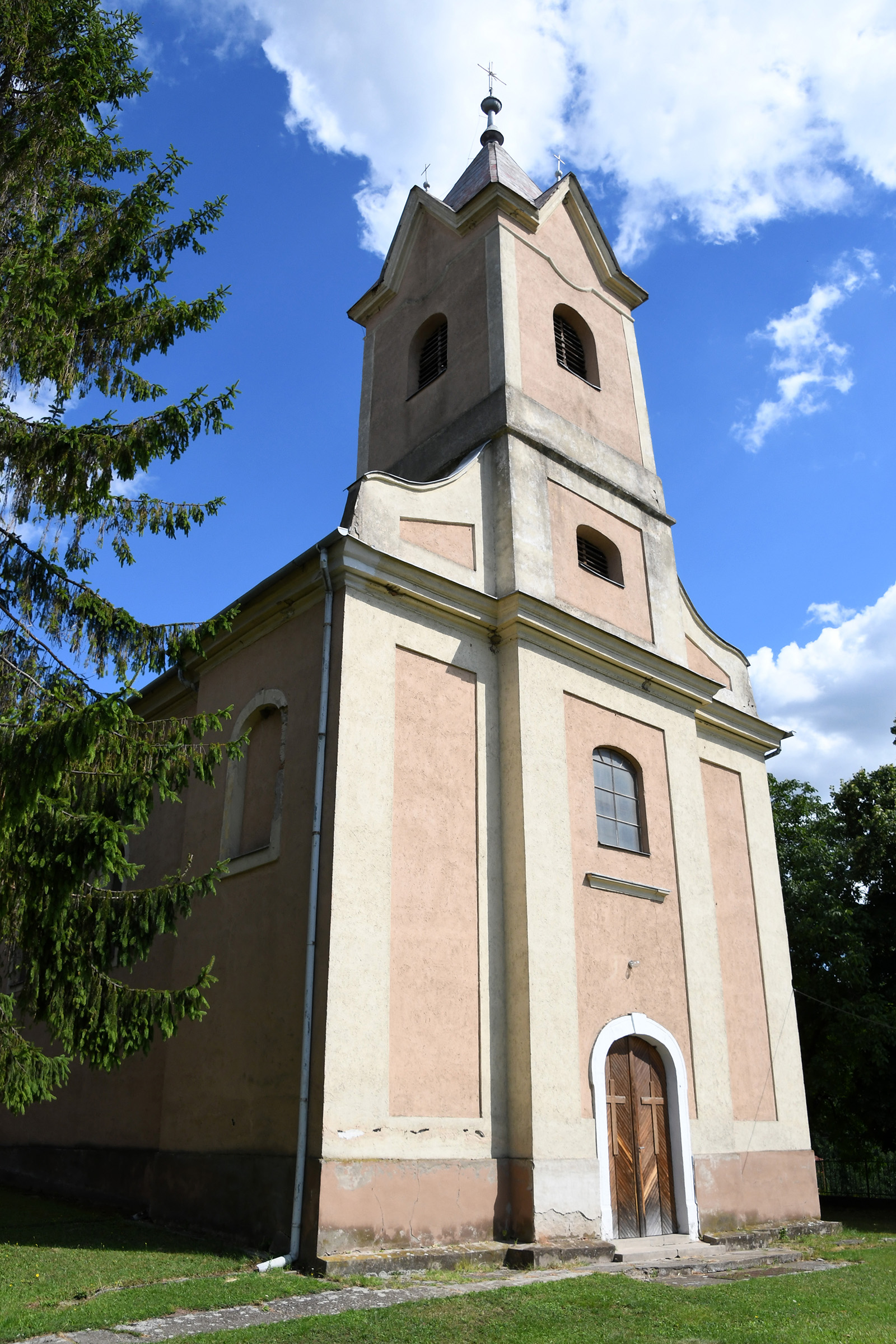
Römisch-katholische Kirche Nepomuki Szent János
- Sándor-Petőfi-Denkmal
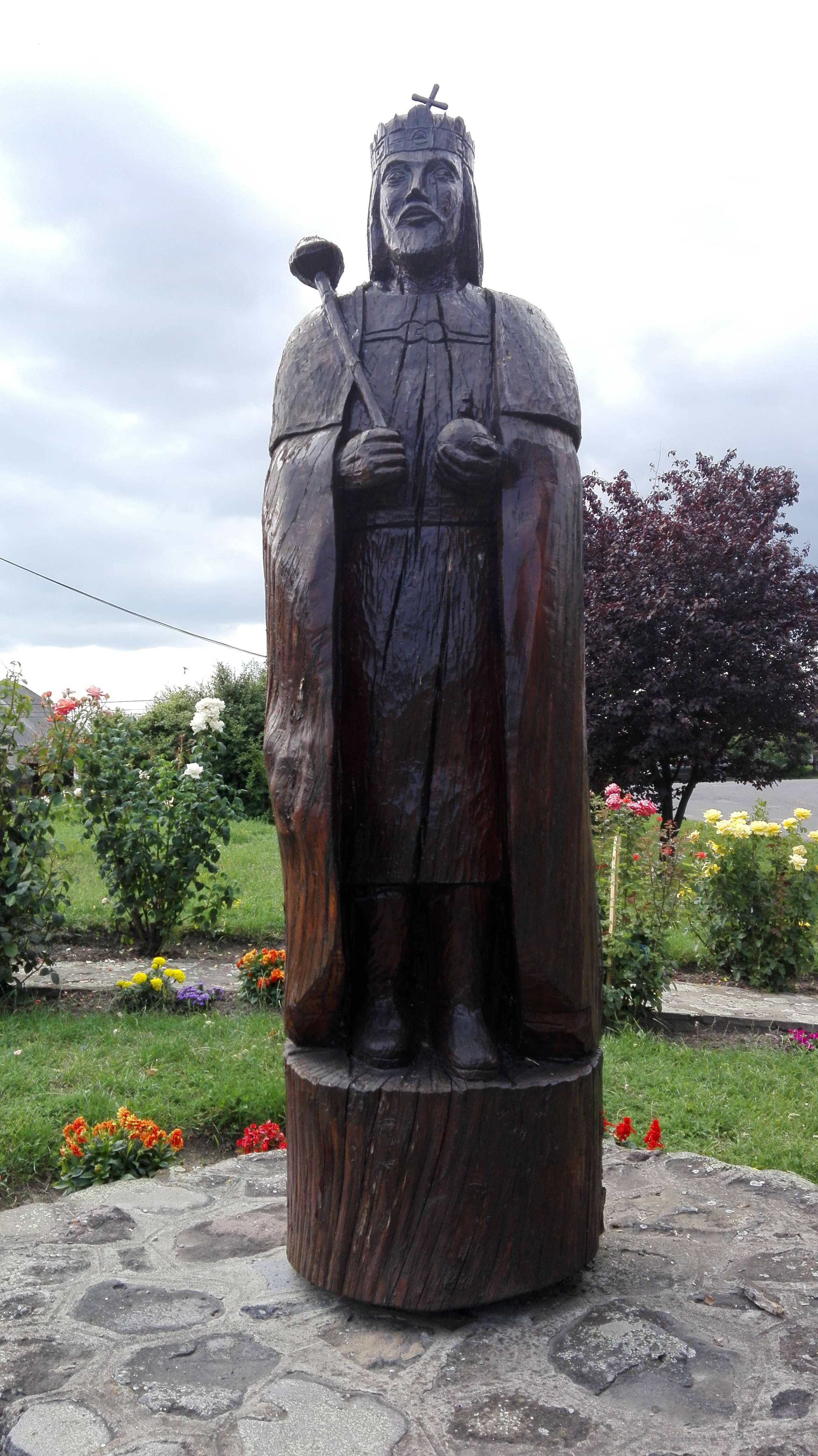
Szent-István-király-Statue
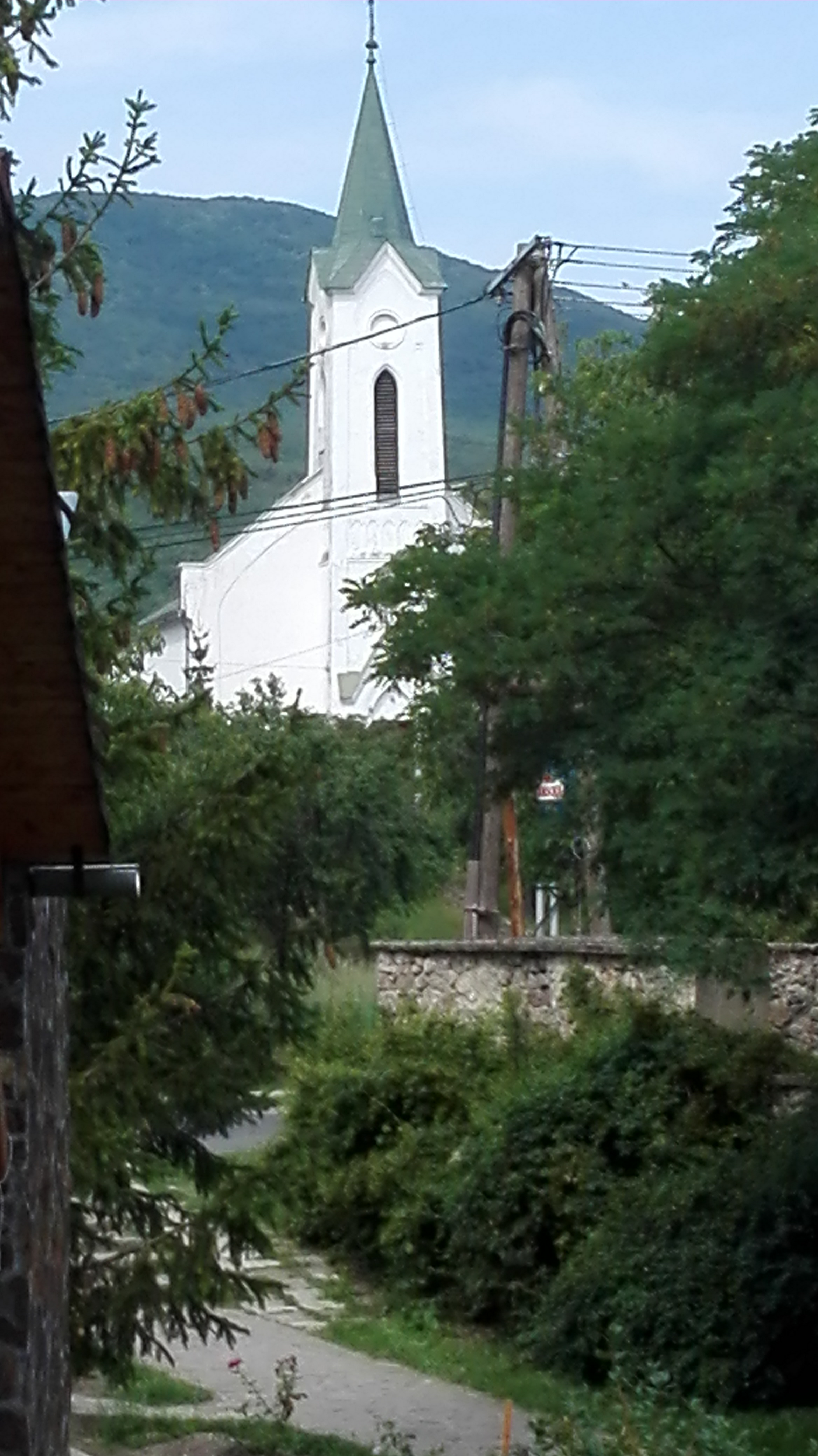
Blick auf die reformierte Kirche
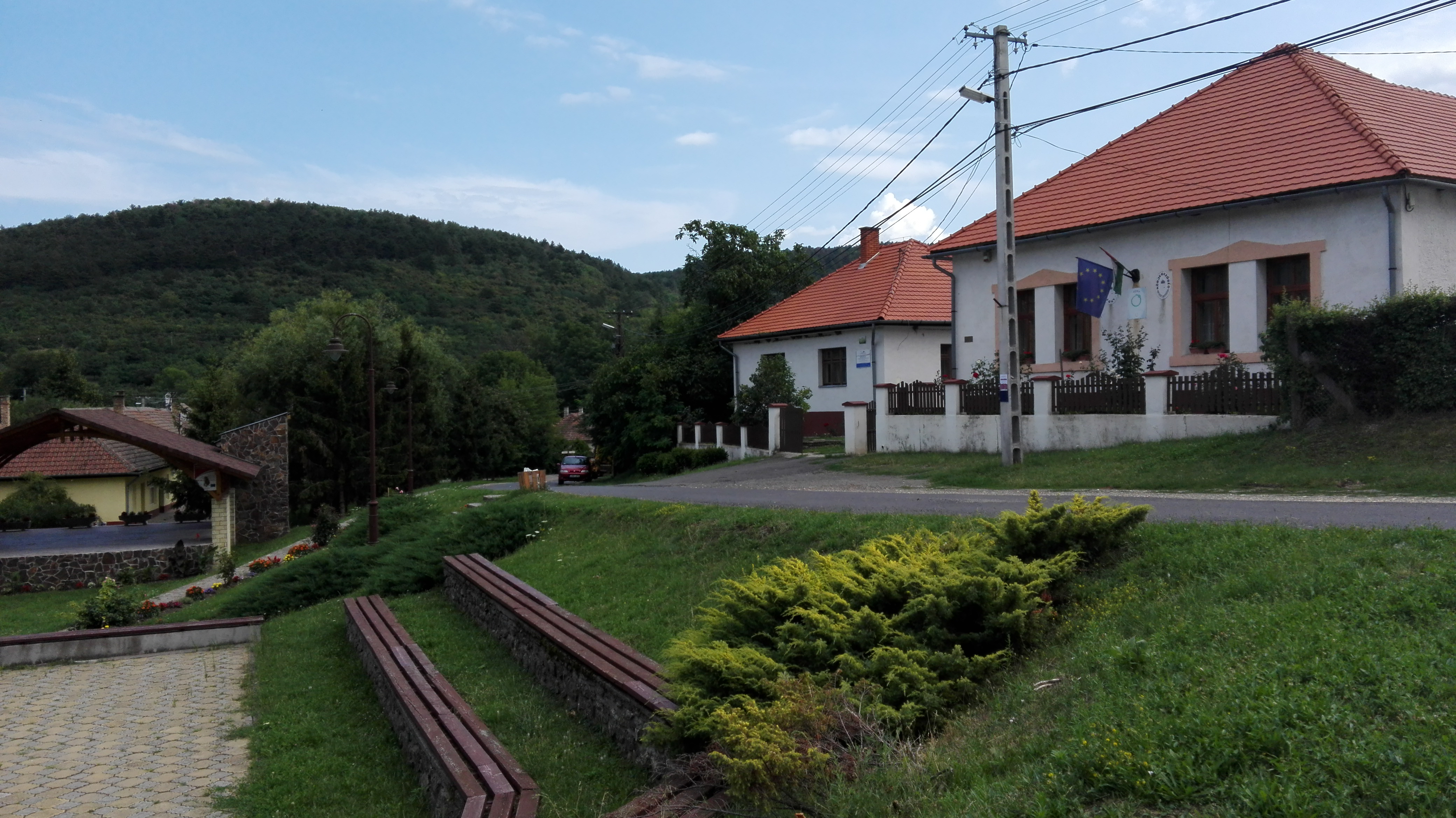
Gemeindeverwaltung

- Römisch-katholische Kirche Nepomuki Szent János
- Szent-István-király-Statue
- Blick auf die reformierte Kirche
- Gemeindeverwaltung

## Verkehr
In Fony treffen die Landstraßen Nr. 3715 und Nr. 3716 aufeinander. Der nordwestlich des Ortes gelegene Bahnhof Fony ist angebunden an die Eisenbahnstrecke von Abaújszántó nach Hidasnémeti. Es bestehen Busverbindungen nach Korlát und Vilmány.